# Мојсије Мајмонид
Мојсије Мајмонид (хебрејски: Моше бен Мајмон (хебр. משה בן מימון), арапски: Муса Бен Мејмун (арап. موسى بن ميمون‎), латинизовано: Maimonides) (1135 - 13. децембар 1204) је био средњовековни јеврејски филозоф, теолог, математичар, астроном и лекар.

## Биографија
Мијсије Мајмонид је рођен у Кордоби 1135. године. Из родне Шпаније бежи због верских прогона у Мароко и Египат, где је у Каиру држао предавања из филозофије, теологије и медицине, и био лични Саладинов лекар на египатском двору. Саставио је својеврсну „Хипократову заклетву“ свога времена, односно „Молитву једног лекара из 12. века“.
Преминуо је 1204. године.

## Дела
Написао је више астрономских и математичких расправа и 18 медицинских трактата с теоријама знатно испред времена у којем је живео. Дела је писао на арапском, а најважнија су: 
- „Светлост“ и
- „Водич збуњенима“

## Учење
Мајмонидесова етика се заснива на вери у слободу човечије воље и његово делање. Сматрао је Аристотела највећим филозофом и настојао веру довести у склад с античком филозофијом. У најважнијем филозофском делу „Водич збуњенима“ покушао је да заснује религију на разумским основама, што је изазвало жестоку осуду ортодоксних присталица јудаизма. Неке његове књиге су спаљене.